# Hack Kampmann
Denna artikel handlar om den dansk-svenske arkitekten Hack Kampmann (1913–2005). För den danske arkitekten Hack Kampmann (1856–1928), se Hack Kampmann (1856–1920).
Hack Kampmann, född 18 juli 1913 i Nyborg, Danmark, död 17 juli 2005 i Skanör, var en dansk-svensk arkitekt.

## Liv och verk
Hack Kampmann var son till juristen Erik Pontoppidan Kampmann och Ellen Saxild. Han var gift med Karin Strömberg, och släkt med den nyklassicistiska danska arkitekten Hack Kampmann.
Kampmann studerade vid Kunstakademiets Arkitektskole i Köpenhamn 1941, samt Kungliga Konstakademien i Stockholm. Han började att arbeta på Wejke & Ödéen med bland annat Klas Anselm efter andra världskrigets slut. Som modernistisk arkitekt ritade han en rad bostadsprojekt i Stockholms innerstad, samt en del förortscentrum i Söderort: Hagsätra centrum 1959 samt Vårbergs centrum 1967, båda för BGB i Stockholm AB. Hack Kampmann bedrev ett eget arkitektkontor fram till 1976.

## Byggnadsverk (urval)
- Sveriges generalkonsulat i Hamburg, 1954
- Hotell Foresta, Lidingö, 1957
- Hagsätra centrum, Stockholm, 1957–1959
- Haga Forum (ursprungligen bussterminal), Solna stad, 1961–1962
- Schönborg 6, bostadshus, Södermalm, Stockholm, 1962
- Sibyllegatan 30-32, bostadshus, Östermalm, Stockholm, 1965–1967
- Vårberg centrum, Stockholm, 1968
- Nya Strindbergshuset, Stockholm, 1969–1970

## Bilder

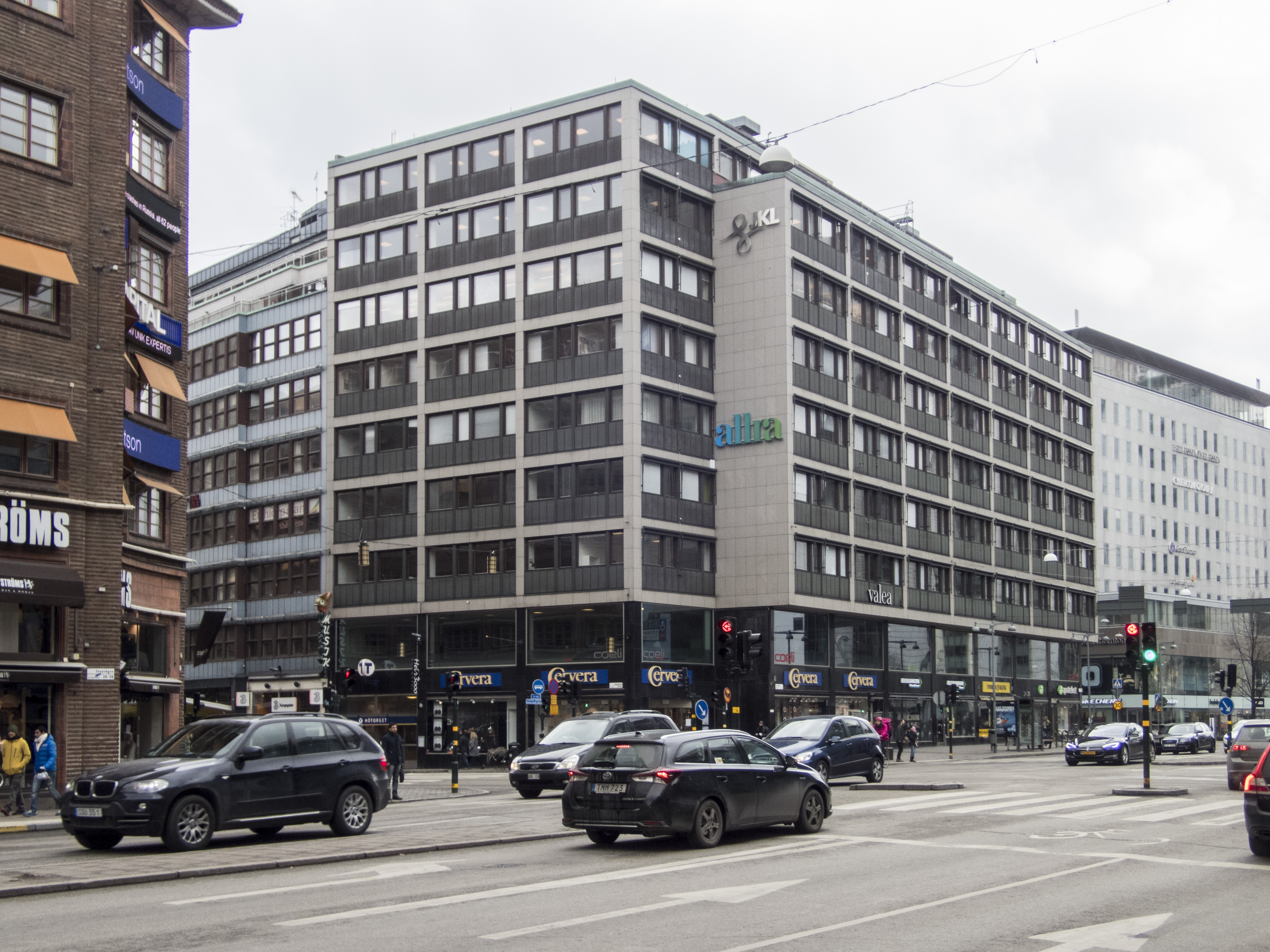
Järnplåten 28, Stockholm
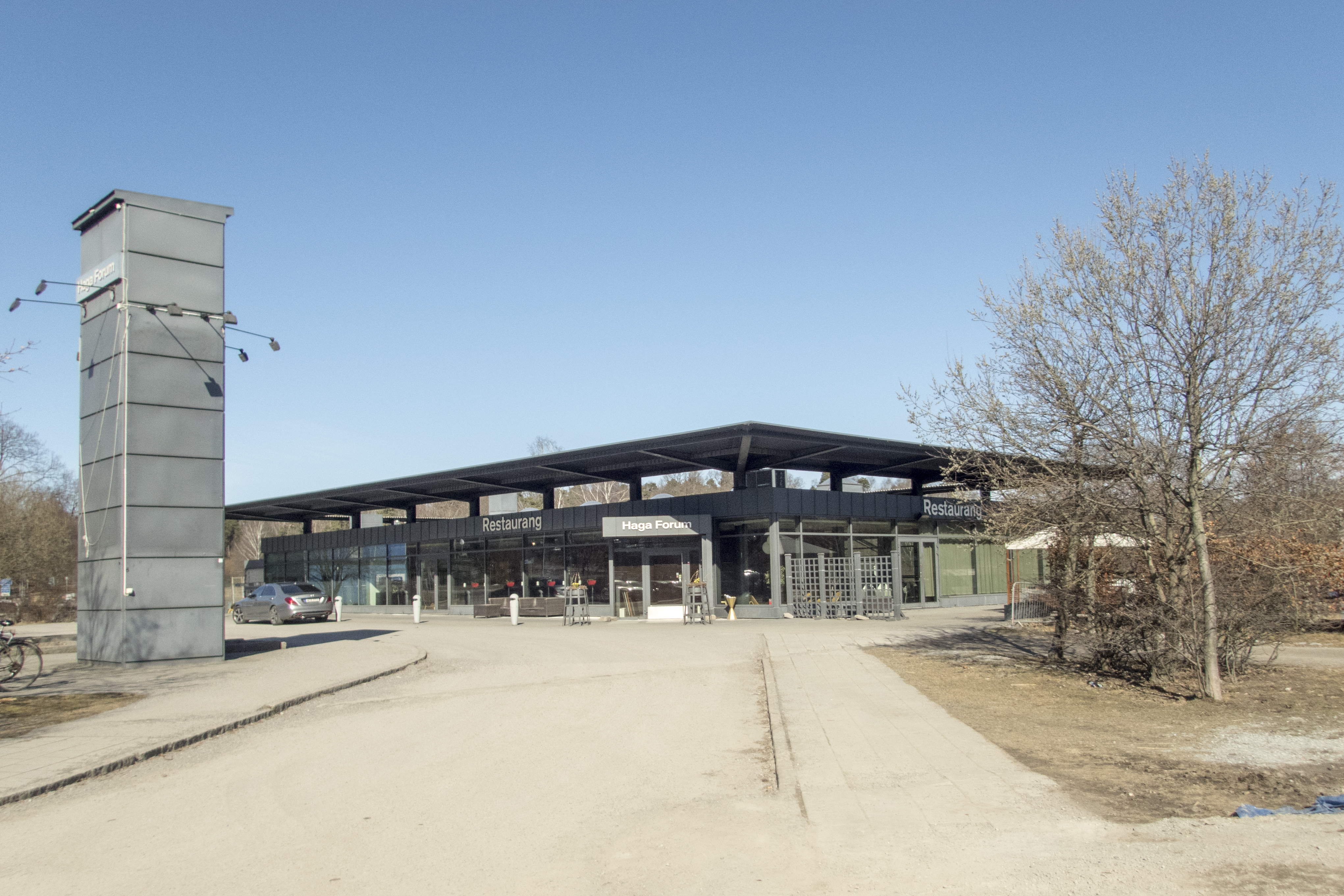
Haga Forum
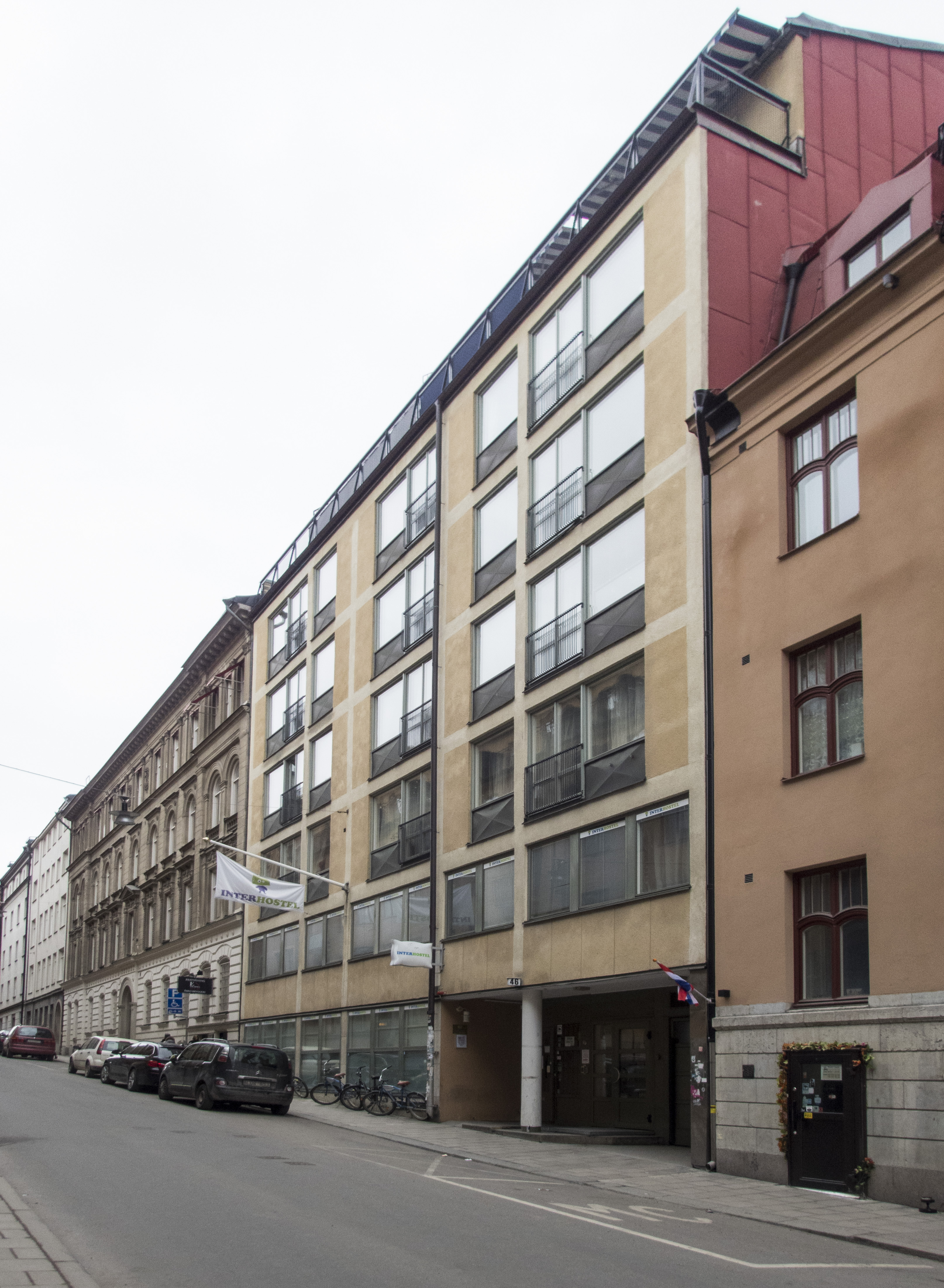
Vingråen 9, Stockholm
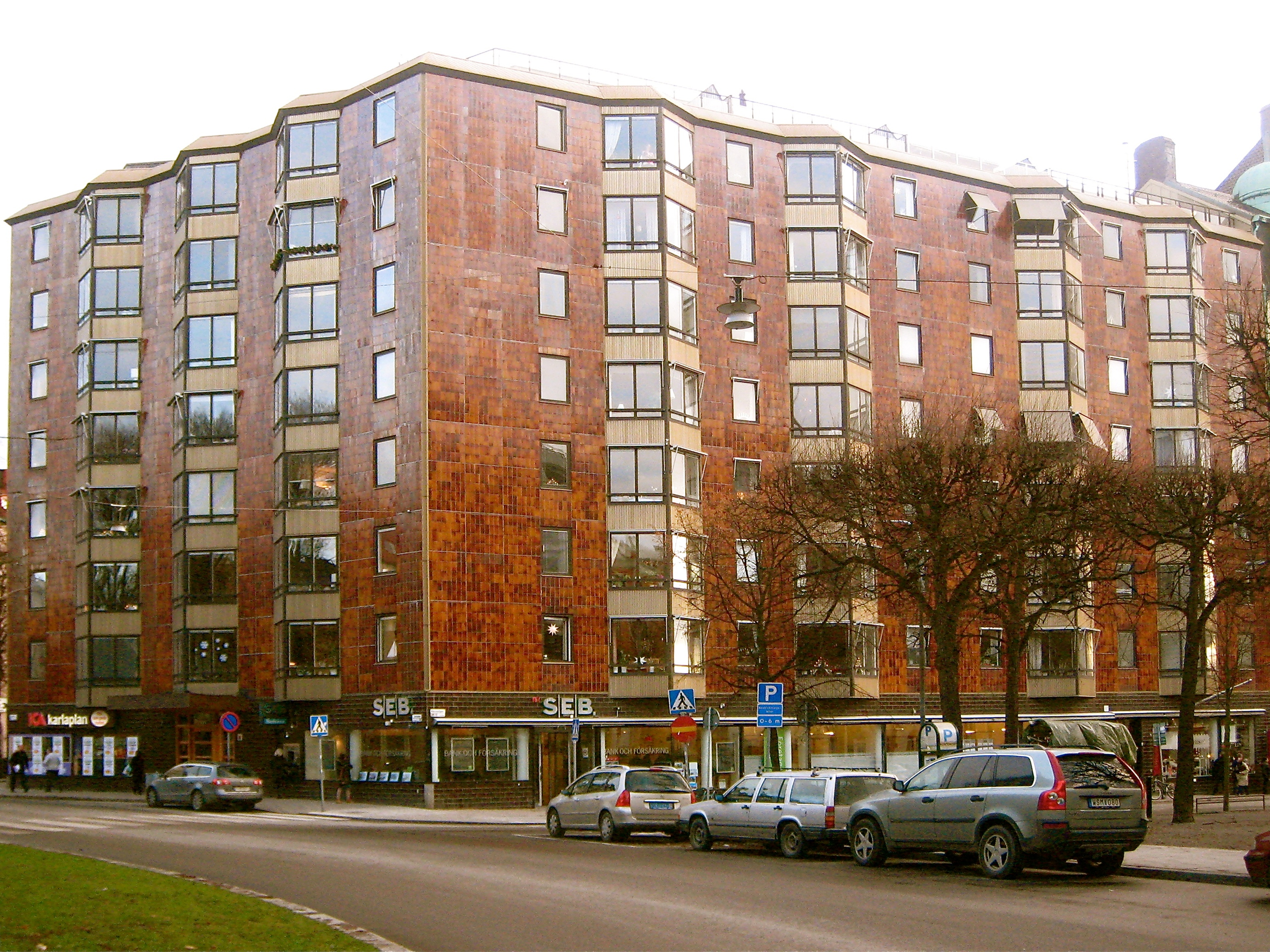
Strindbergshuset, Stockholm
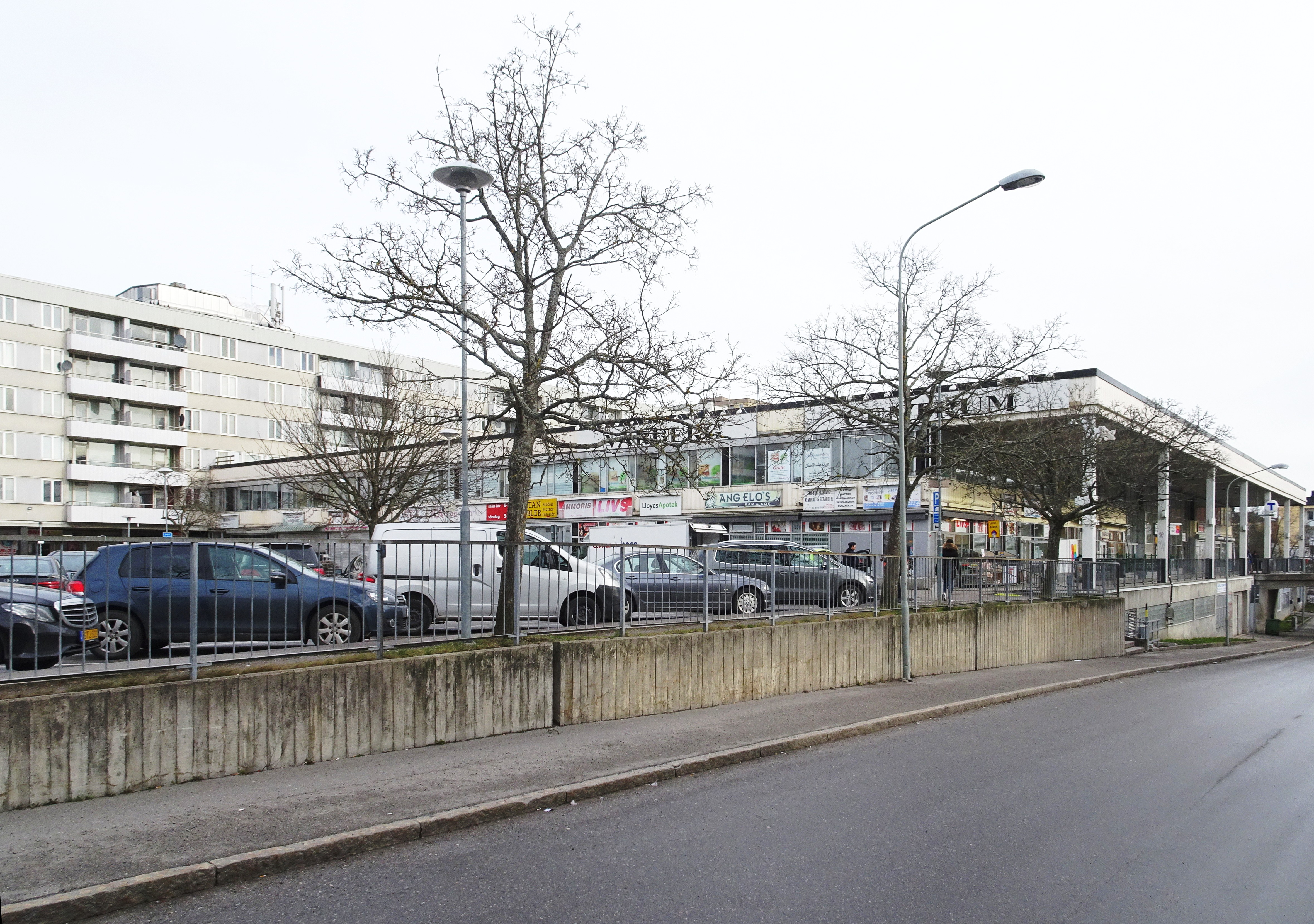
Vårberg centrum